# Егошина, Елена Васильевна
Елена Васильевна Егошина (24 декабря 1972, Сургут, Ханты-Мансийский АО, Тюменская область, РСФСР, СССР) —  российская женщина-борец вольного стиля, четырёхкратная чемпионка Европы, призёр чемпионатов мира, заслуженный мастер спорта России.

## Спортивная карьера
С 13 лет в Сургуте занималась дзюдо. Входила в сборную СССР, переехала в Москву. В 1991 году подруга предложила ей выступить на чемпионат Москвы по вольной борьбе, который она выиграла, после чего осталась в этом виде спорта. Полгода тренировалась самостоятельно, без тренера, далее занималась у Николая Гаркина в МГФСО. В сборной команде России выступала с 1992 по 2000 год. 

## Спортивные результаты
- Чемпионат мира по борьбе 1992 — 4;
- Чемпионат Европы по борьбе 1993 — ;
- Чемпионат мира по борьбе 1993 — 4;
- Чемпионат мира по борьбе 1994 — ;
- Чемпионат мира по борьбе 1995 — ;
- Чемпионат Европы по борьбе 1996 — ;
- Чемпионат мира по борьбе 1995 — 4;
- Чемпионат Европы по борьбе 1997 — ;
- Чемпионат мира по борьбе 1997 — 6;
- Чемпионат Европы по борьбе 1998 — ;
- Чемпионат мира по борьбе 1998 — ;
- Чемпионат Европы по борьбе 1999 — ;
- Чемпионат мира по борьбе 2000 — 5;

## Личная жизнь
Перебравшись в Москву поступила в строительное училище, затем окончила индустриально-педагогический колледж. Училась на тренера в Московской государственной академии физической культуры. Живёт в 9-метровой комнате в общежитии «Трудовых резервов» в Москве на Парковой улице.